# Campionati austriaci di ski cross 2013
I Campionati austriaci di ski cross 2013 si sono svolti a Gosau il 27 marzo. Il programma ha incluso sia la gara femminile che la gara maschile. 
Trattandosi di competizioni valide anche ai fini del punteggio FIS, vi hanno partecipato anche sciatori di altre federazioni, senza che questo consentisse loro di concorrere al titolo nazionale austriaca.

## Risultati

### Uomini
| Pos. | Atleta                | Nazione |
| ---- | --------------------- | ------- |
| 1    | Christoph Wahrstötter | Austria |
| 2    | Robert Winkler        | Austria |
| 3    | Rupert Nagl           | Austria |
| 4    | Daniel Regler         | Austria |

### Donne
| Pos. | Atleta               | Nazione  |
| ---- | -------------------- | -------- |
| 1    | Katrin Ofner         | Austria  |
| 2    | Christina Staudinger | Austria  |
| 3    | Heidi Zacher         | Germania |
| 4    | Verena Bogner        | Austria  |